# Aranypataka
Aranypataka (szlovákul: Zlaté) község Szlovákiában, az Eperjesi kerület Bártfai járásában.

## Fekvése
Bártfától 9 km-re északnyugatra, a Tapoly és a lengyel határ között található.

## Története
1355-ben említik először „Aranpotak” néven, amikor is Miklós várnagy engedélyt kapott a királytól, hogy nemesfémeket bányásszon a környéken. 1414-ben „Aranaspathaka” a neve. 1427-ben 17 portája volt. 1474-ben Bártfa jobbágyfaluja lett. 1787-ben 51 háza és 409 lakosa volt.
A 18. század végén Vályi András így ír róla: „ARANY PATAKA. Zlato. Tót falu Sáros Vármegyében, földes Ura Bártfa Városa, lakosai katolikusok, fekszik Gaboltóhoz kőzel, mellynek filiája, Zborovtól egy mértföldnyire, ambár réttye, legelője, és erdeje is van; de mivel határja valamivel soványabb mint kellene, piatzozása ugyan nem meszsze, harmadik Osztálybéli.”
1828-ban 83 házát 665-en lakták, akik mezőgazdaságból, juhtenyésztésből és fafeldolgozásból éltek. Fűrészüzeme a 19. század közepe óta működik.
Fényes Elek 1851-ben kiadott geográfiai szótárában így ír a faluról: „Aranypataka, (Zlató), Sáros vgyében, Bártfához éjszakra 1 mfd. 112 kath., 488 evang., 20 zsidó lak. Földe sovány, erdeje, rétje, legelője elég. F. u. Bártfa városa.”
A trianoni diktátum előtt Sáros vármegye Bártfai járásához tartozott.

## Népessége
| Év:            | 1994. | 2004.   | 2014.  | 2024.   |
| -------------- | ----- | ------- | ------ | ------- |
| Emberek száma: | 724   | 750     | 756    | 771     |
| Eltérés:       |       | +3,59 % | +0,8 % | +1,98 % |

| Év:            | 2023. | 2024.   |
| -------------- | ----- | ------- |
| Emberek száma: | 760   | 771     |
| Eltérés:       |       | +1,44 % |

1910-ben 558, túlnyomórészt szlovák anyanyelvű lakosa volt.
2001-ben 735 lakosából 726 szlovák volt.
2011-ben 763 lakosából 733 szlovák volt.